# Mary Doria Russell
Pour les articles homonymes, voir Russell.
Œuvres principales
- Le Moineau de Dieu

Mary Doria Russell, née le 19 août 1950 à Chicago, est une écrivaine américaine de science-fiction.

## Biographie
Les deux premiers romans de Mary Doria Russell explorent l'un des concepts les plus anciens de la science-fiction : le premier contact avec des étrangers. Dans ce cadre elle explore également la problématique encore plus ancienne de la coexistence d'une divinité bienveillante avec la douleur et le mal dans le monde.
Son premier roman, Le Moineau de Dieu (The Sparrow) a été couronné par le prix Astounding du meilleur nouvel écrivain 1997, le prix British Science Fiction 1997, le prix prix Arthur-C.-Clarke 1998, le prix Otherwise 1998 et le prix Kurd-Lasswitz du meilleur roman étranger 2001.

## Œuvres
- Le Moineau de Dieu, 1998 ((en) The Sparrow, 1996)
- (en) Children of God, 1998
- (en) A Thread of Grace, 2005
- L'Aube des rêveurs, 2009 ((en) Dreamers of the Day, 2008)
- (en) Doc, 2011